# Mòmies guanxes

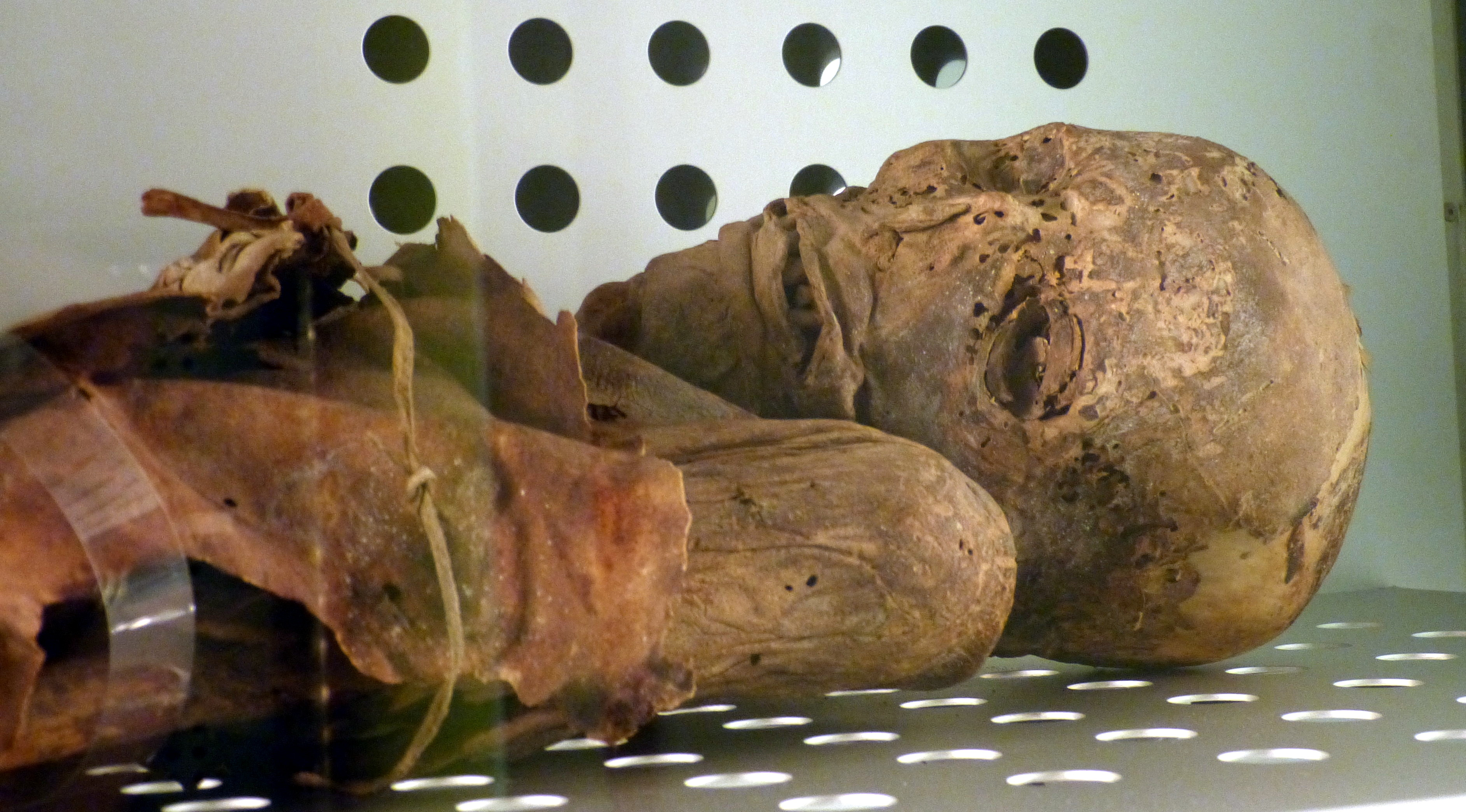
Mòmia de San Andrés (Museu de la Naturalesa i l'Home).

Els guanxes, antics habitants de Tenerife (avui comunitat autònoma de les Illes Canàries, a Espanya), momificaven els seus difunts.
Aquest costum estava destinat a preservar el cos de la víctima mitjançant tècniques d'embalsamament molt similars a les que es realitzaven en altres civilitzacions antigues. La seva finalitat, vinculada a les seves creences religioses, era protegir el cadàver i també distingir la seva rellevància social. Si bé no s'han trobat mòmies en totes les illes Canàries, va ser a l'illa de Tenerife on va arribar a una més gran perfecció. De fet, investigacions actuals sostenen que la pràctica de la momificació a les illes Canàries es va concentrar exclusivament a l'illa de Tenerife, mentre que en illes com a Gran Canària i La Palma es conservaven més aviat per factors ambientals.
Cal ressaltar que la momificació guanxe és en molts aspectes semblant a la practicada pels antics egipcis. Per preservar la corrupció en els cadàvers cuidaven molt el procés, el cos, i sobretot guardaven una especial memòria i honor als difunts. La momificació o merla, com la van anomenar els primers cronistes espanyols de les "illes afortunades" (Canàries), no va ser d'ús general entre la població guanxe, i hi ha diversos processos que mostren certa gradació en la pràctica funerària que correspon a una diferència social i econòmica entre les diferents castes de la seva societat. Lògicament les mòmies dels seus reis (Menceys), eren les que rebien grans cures en la momificació. Els guanxes igual que els antics egipcis, de vegades guardaven les vísceres dels seus reis "Menceys".
El Museu de la Naturalesa i l'Home (Museu Arqueològic de Tenerife), a Santa Cruz de Tenerife, exposa algunes d'aquestes mòmies (Mòmia de Sant Andreu), que durant segles van ser objecte de col·leccionisme i curiositat científica a Europa. El Museu de la Natura i l'Home és un referent a nivell mundial pel que fa a conservació de mómies. En una de les sales del Museu Arqueològic Nacional de Madrid s'exposa una mòmia guanxe que actualment és reclamada pel Cabildo de Tenerife, després de formular fa pocs anys a les Canàries una llei perquè es torni el patrimoni canari que es trobi fora de l'arxipèlag.
Les restes momificades més antics de les Illes Canàries daten del segle iii i es van trobar a Tenerife.

## Els descobriments de les mòmies a Tenerife
Hom ha trobat mòmies en diferents municipis de l'illa:
 Adeje 
- Barranc de l'Infern:  una mòmia infantil. Actualment exposada al Museu Arqueològic de Santa Cruz, segons sembla trobada per Béthencourt Alfons.

- Ucazme:  Enterrament col·lectiu de set individus. Els vestigis de momificació es van trobar en les restes de carn adherits a l'os i correspondre a tres individus: dues dones i un home; membre superior dret i mà momificada femenina, extremitat superior amb mà momificada femenina i columna, pelvis i extremitats inferiors sense peu momificats.

- Barranc de l'Aigua-Ifonche:  Diverses mòmies trobades el 1847.

- Barranc de Abapio:  Diverses mòmies.

- Barranc d'Acab:  una mòmia masculina

 Arico 

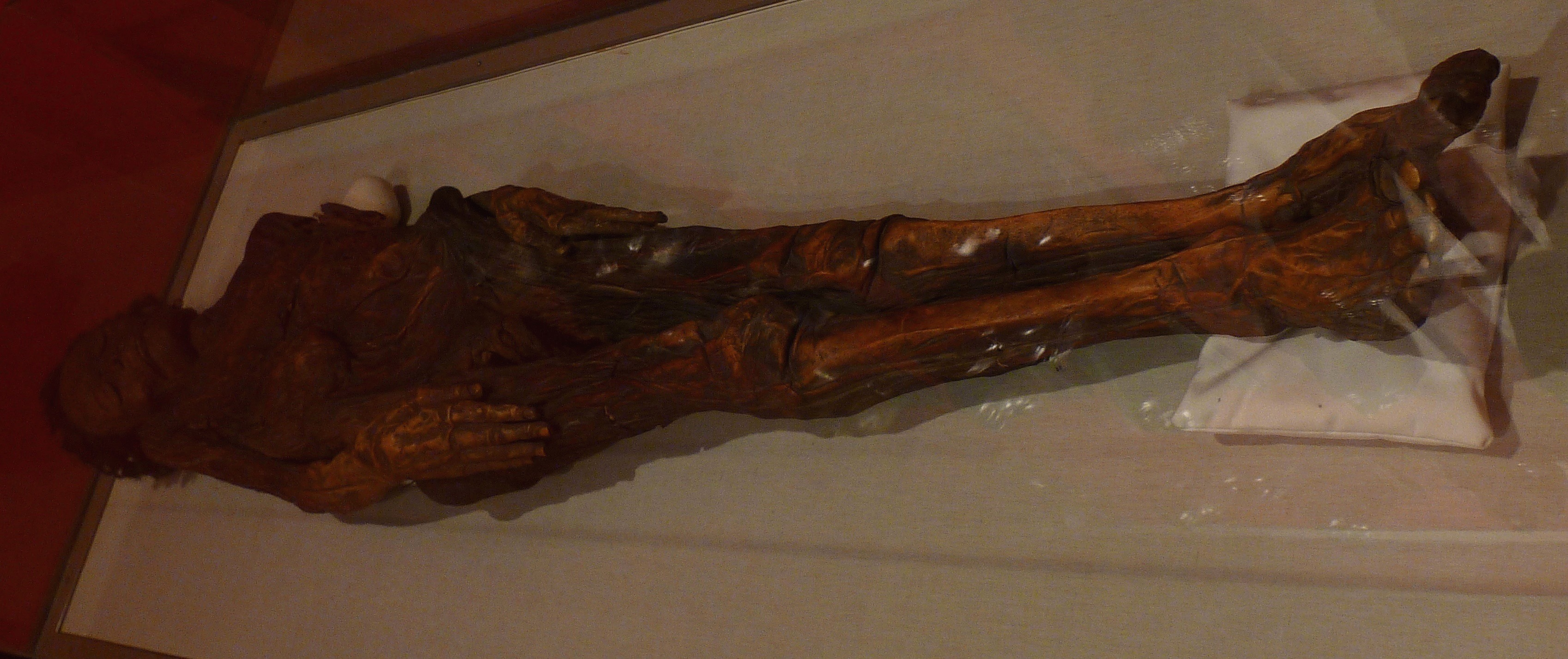
La Mòmia guanxe de Madrid, situada al Museu Arqueològic Nacional d'Espanya a Madrid.

- Barranc Juan Andrés:  Diverses mòmies, dues d'elles dutes al Gabinet d'Història Natural de París al segle xviii segons Viera y Clavijo.

- Barranc d'Amara:  Diverses mòmies.

- La Fajana-broma:  Diverses mòmies enzurronadas.

 Buenavista 
- Teno:  Mòmia masculina.

 Candelaria 
- Vessants d'Araya:  Diverses mòmies, una infantil.

- Cumbres de Araya:  Diverses mòmies.

- Malpaís de Candelaria:  Datació de mostres de teixit muscular de restes momificades: 1.133+77 DC

- Barranc les Goteres-Araya:  4 mòmies.

 El Rosari 
- Barranc Jagua:  una mòmia, amb ossos d'un adult i un nen. Va ser la primera vegada que es va descriure un enterrament amb el cadàver encara in situ. La mòmia es trobava sobre cinc taulers de teatre i suportada per quatre.

 Granadilla 
- Barranc de Gorda:  3 mòmies que van ser destruïdes.

- Risco Bermejo-Chinaman:  2 mòmies.

 Guia de Isora 
- Chajajo:  Diverses mòmies.

- Cova del Retamar:  2 cadàvers amb senyals de momificació. Jaciment espoliat. Troballa de diverses pells de cabra, proveïdes de diferents cosits, és interpretat com a vestigis dels embolcalls funeraris, i exponent de la pràctica d'un ritual d'amortallament.

- Cova la Canal:  Una dona amb restes de momificació.

 Güímar 
- Cova de la Foia de Juan Luís:  Diverses mòmies.

 La Guancha 
- Foia Brunco:  Diverses mòmies.

 La Laguna 
- Barranc Milà:  Diverses mòmies destruïdes.

 La Orotava 
- Roc Blanc:  3 mòmies, dos adults i una infantil. L'estat de les restes humanes descobertes, revela la pràctica d'enterraments antics i d'altres més moderns, per simple observació es va deduir que els cadàvers més antics estaven sense momificar, així ho van confirmar els ossos trobats i momificats els més moderns.

 La Victoria 
- Risco Caigut : Barranc Fondo: 2 mòmies destruïdes.

 Les Cañadas del Teide (La Orotava) 
- Pla Maja:  3 caps de gos una momificada. L'ús del gos s'ha exclòs com a ofrena alimentària, assimilant amb la idea d'animals guia o companys del mort. Evidentment donada la parquedat de la informació, són molts els interrogants que s'obren sobre el tractament funerari de què són objecte els gossos. Per exemple, la pràctica de momificació aplicada a aquests animals, només es constata en un únic individu, a partir de la conservació parcial de teixits tous, per la qual cosa caldria tenir en compte altres possibilitats tafonòmics com un origen natural i fortuït de tal fenomen, determinat per les condicions ambientals que es donen en aquesta zona.

- Roc i Cova dels Cochinos-Cañada del Hoyo-Ucanca:  una mòmia enzurronada, cap per avall.

- Muntanya la Camellita - Guajara:  Diverses mòmies, restes enviades a Madrid.

- Cova del Salnitre:  Restes de momificació, pells apergaminades.

 San Miguel de Abona 
- Barranc Pilón:  Mòmia infantil. Considerat com el primer descobriment d'un enterrament infantil, sol i aïllat, que es va estudiar a Tenerife. Per la seva estretor no entra un adult, de manera que existeix la hipòtesi que van poder participar nens en l'acte funerari. La mòmia va ser envoltada del cap als peus amb pells de cabra sense pèl, ben adobades i algunes finament camussa, l'embolcall tenia quatre capes de pell.

- Cova de Uchova:  6 mòmies desaparegudes (informació oral i articles de premsa).

 Santa Cruz de Tenerife 

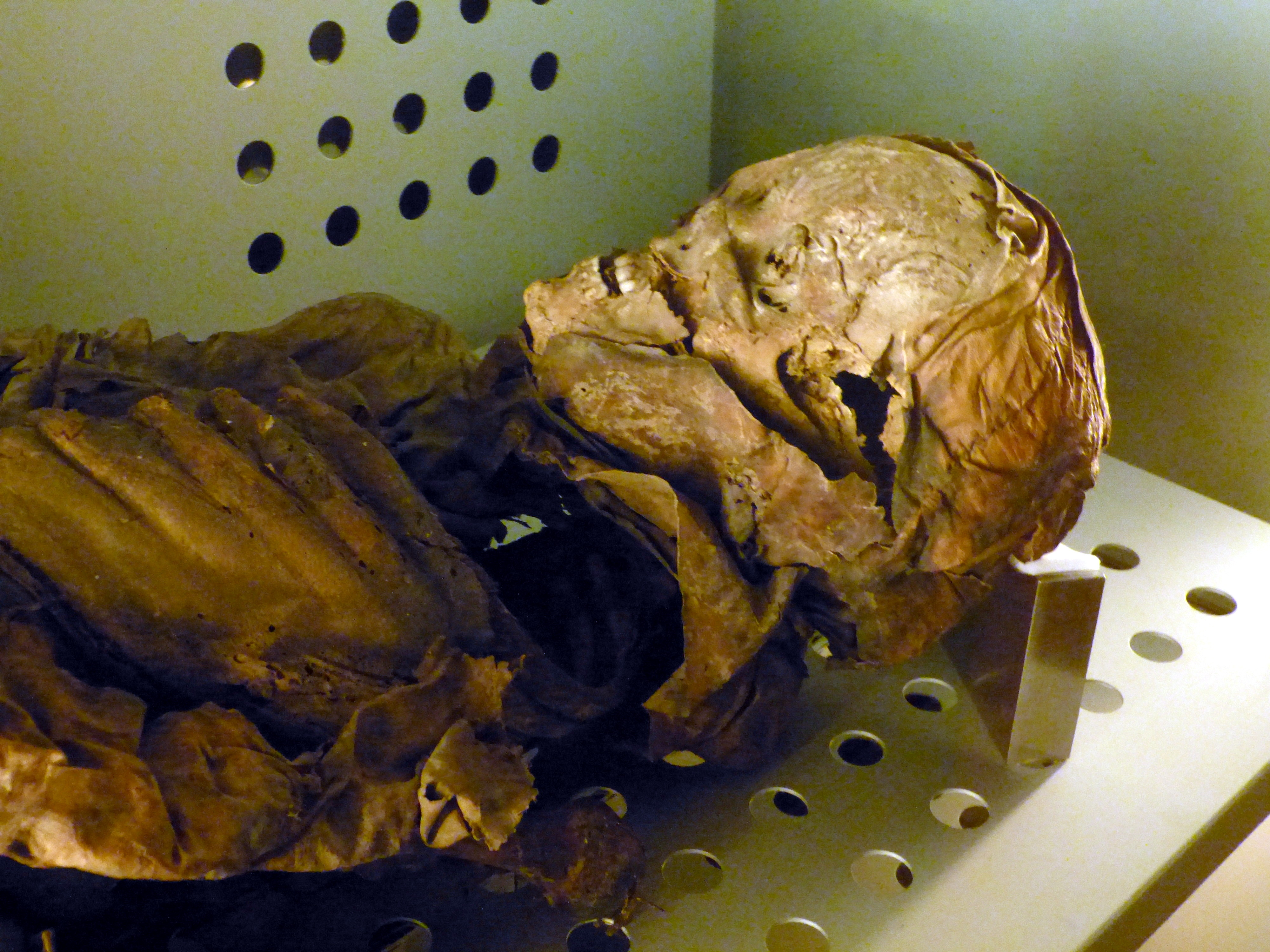
Una de les dues mòmies guanxes de Necochea, al Museu de la Natura i l'Home de Santa Cruz de Tenerife.

- Barranc de Sant Andreu:  una mòmia de les millors conservades, avui exposada a les vitrines del Museu Arqueològic (Mòmia de San Andrés).

- Cova Vegeril - Anaga:  Diverses mòmies destruïdes.

- Vessants de Icorbo - Anaga:  una mòmia.

- Roque de Terra - Anaga:  5 cadàvers coberts amb pells de cabra.

- El Chorrillo:  Una mòmia. Datació de teixit muscular de restes momificades: 1.257+81 DC

 Santa Úrsula 
- Barranc dels Tarongers:  2 mòmies.

 Tacoronte 
- Barranc Guayonje:  una mòmia dipositada al Museu Casilda de Tacoronte, recuperada de Necochea (Argentina).